# Alioune Badara Bèye
Alioune Badara Bèye (San Luis (Ndar), 28 de septiembre de 1945– 1 de diciembre de 2024) fue un dramaturgo, editor, funcionario, novelista y poeta senegalés. 

## Biografía
Fue el encargado del Festival mondial des Arts nègres de Dakar el 14 de diciembre de 2009.

## Obra
- Dialawali, terre de feu, (Dialawali, tierra de fuego) 1980 (teatro)
- Le sacre du cedo, (La coronación del cedo) 1982 (teatro)
- Maba, laisse le Sine, (Maba, deja el Sine) 1987 (teatro)
- Nder en flammes, (Nder en llamas) 1988 (teatro)
- Demain, la fin du monde : un avertissement à tous les dictateurs du monde, (Mañana, el fin del mundo: advertencia a todos los dictadores del mundo) 1993 (teatro)
- Les larmes de la patrie, (Las lágrimas de la patria) 2003 (teatro)
- Raki : fille lumière, (Raki: hija luz) 2004 (novela)
- Les bourgeons de l'espoir, (Brotes de esperanza) 2005 (poesía)
- De l'uniforme à la plume, (Del uniforme a la pluma) 2008